# Ricardo Uribe
Ricardo Uribe Oshiro (Lima, 9 de octubre de 1988) es un futbolista peruano. Juega de centrocampista y actualmente está sin equipo. Tiene 36 años y es hermano menor del también futbolista Eduardo Uribe. 

## Clubes
| Club                        | País | Año       |
| --------------------------- | ---- | --------- |
| Deportivo Aviación          | Perú | 2008      |
| Deportivo Coopsol           | Perú | 2009      |
| Colegio Nacional de Iquitos | Perú | 2010      |
| Real Garcilaso              | Perú | 2011-2013 |
| Atlético Minero             | Perú | 2014      |
| Atlético Torino             | Perú | 2015      |
| Sport Loreto                | Perú | 2016      |
| Sport Loreto                | Perú | 2018      |

## Palmarés
| Título    | Club           | País | Año  |
| --------- | -------------- | ---- | ---- |
| Copa Perú | Real Garcilaso | Perú | 2011 |

### Distinciones individuales
| Distinción                                                                             | Año  |
| -------------------------------------------------------------------------------------- | ---- |
| Incluido en el equipo ideal de la Copa Perú según el portal periodístico DeChalaca.com | 2011 |